# Liebe auf den dritten Blick
Liebe auf den dritten Blick ist eine deutsche Liebeskomödie aus dem Jahre 2007.

## Handlung
Dianne Schönleber ist mit Heiko verheiratet. Sie meint, dass die Ehe glücklich ist, bis sie eine anonyme Nachricht erhält, dass er sie auf einer Geschäftsreise in Verona betrügt.
Sie macht sich im Nachtzug auf den Weg nach Verona und lernt dabei Anton Brück kennen. In Verona findet Dianne heraus, dass Heiko seine Freundin Viktoria als Ehefrau ausgibt. Als sie ihren Kummer ertränken will, kümmert Anton sich um sie. Er nimmt sie zu einem Geschäftstermin mit, um sie nicht alleine zu lassen. Dabei ist der größte Konkurrent Heiko.

## Produktion
Der Arbeitstitel war Wachgeküsst. Die Erstausstrahlung fand am 28. September 2007 in der ARD statt.

## Kritik
„Wein, Weib und viel Langeweile: Klischees über die italienische Lebensart und die grobe Verwechslungsstory machen den Film zu einer mäßig delikaten Komödie.“